# Padang Burnai (Bang Haji)
Padang Burnai is een bestuurslaag in het regentschap Bengkulu Tengah van de provincie Bengkulu, Indonesië. Padang Burnai telt 509 inwoners (volkstelling 2010).